# Tipula (Tipula) italica errans
Tipula (Tipula) italica errans is een ondersoort van de tweevleugelige Tipula (Tipula) italica uit de familie langpootmuggen (Tipulidae). De ondersoort komt voor in het Palearctisch gebied.